# Lucca (ur. 1990)
Lucca Borges de Brito, znany jako Lucca (ur. 14 lutego 1990 w Alto Parnaíba) – brazylijski piłkarz występujący na pozycji napastnika, zawodnik katarskiego klubu Al-Khor (wyp. z SC Corinthians Paulista).

## Życiorys

### Kariera klubowa
Od 2007 występował w klubach: Palmas Futebol e Regatas, Criciúma EC, Associação Chapecoense de Futebol, Cruzeiro EC, SC Corinthians Paulista, AA Ponte Preta, SC Internacional, Ar-Rajjan SC i EC Bahia. 1 stycznia 2020 został wypożyczony do katarskiego klubu Al-Khor z Qatar Stars League.

## Sukcesy

### Klubowe
Criciúma EC
- Zdobywca drugiego miejsca w Campeonato Brasileiro Série B: 2012

Cruzeiro EC
- Zwycięzca Campeonato Brasileiro Série A: 2013
- Zdobywca drugiego miejsca w Campeonato Mineiro: 2013

SC Corinthians Paulista
- Zwycięzca Campeonato Brasileiro Série A: 2015
- Zwycięzca Campeonato Paulista: 2018

AA Ponte Preta
- Zdobywca drugiego miejsca w Campeonato Paulista: 2017